# Cervecería Bavaria
Pour les articles homonymes, voir Bavaria.
Ne doit pas être confondu avec Bavaria (bière).
Bavaria S.A. ou Cervecería Bavaria est une brasserie colombienne fondée le 4 avril 1889 par Leo S. Kopp, un immigrant allemand, et qui a son siège à Bogota.

## Histoire
En 1913, la compagnie lance sur le marché Aguila, sa bière la plus célèbre. En 1981, elle devient cotée à la Bourse de valeurs de Colombie. Elle élargit son champ d'action en 1994 en produisant d'autres boissons. C'est une filiale de SABMiller depuis 2005. 
Elle fait partie des entreprises qui eurent des liens avec les paramilitaires des Autodéfenses unies de Colombie. 

## Produits

### Bières
- Águila (pilsner, 4 % vol.alc.)

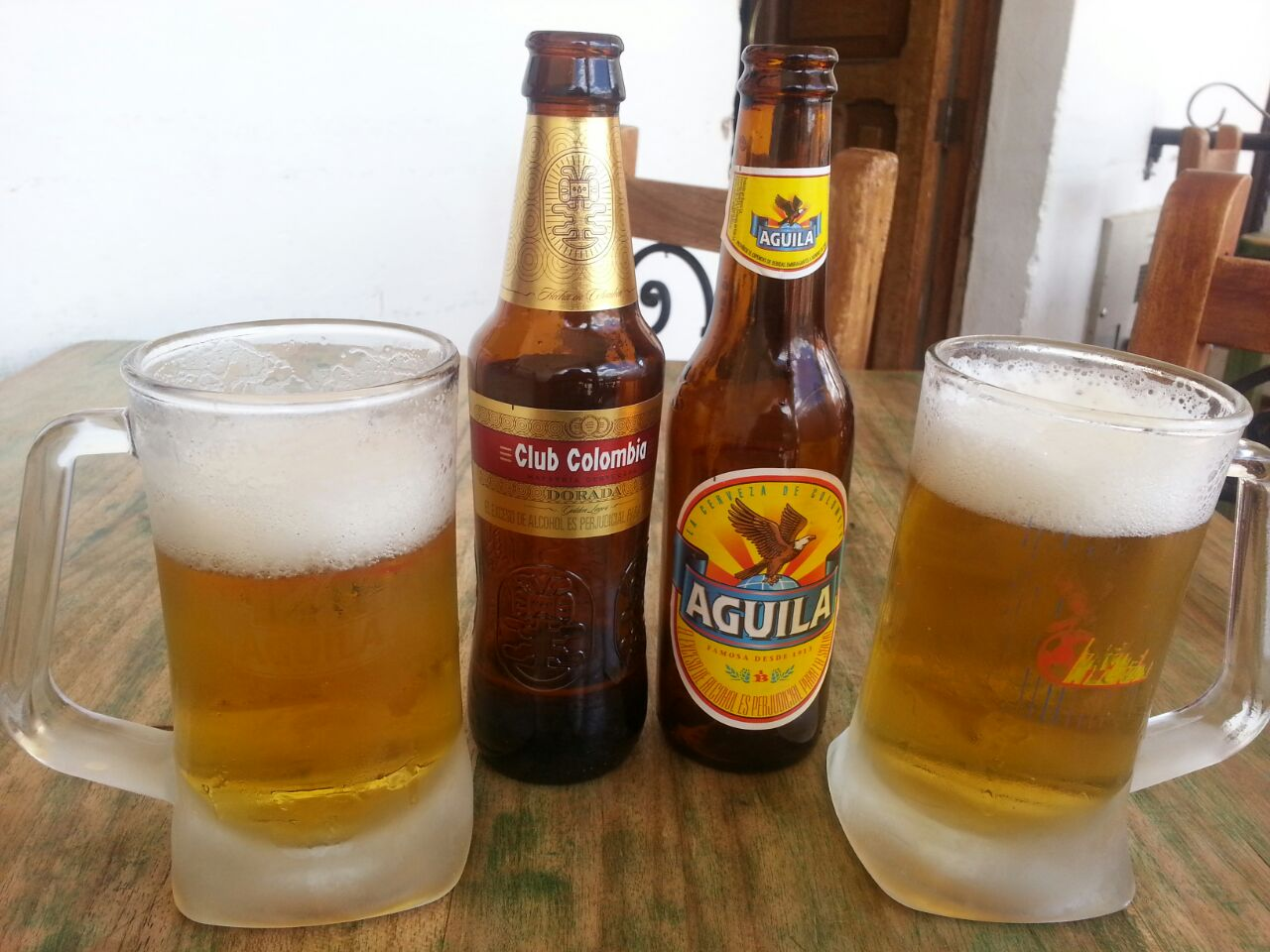
Cruz Colombia et une Águila

- Águila Light (pilsner, 3,5 % vol. alc.)
- Brava (pilsner, 6,5 % vol. alc.)
- Club Colombia (pilsner, 4,7 % vol. alc.)
- Costeñita (pilsner, 4 % vol. alc.)
- Costeña (pilsner, 4 % vol. alc.)
- Leona (pilsner, 4 % vol. alc.)
- Pilsen (pilsner, 4,2 % vol. alc.)
- Póker (pilsner, 4 % vol. alc.)

### Autres boissons
- Brisa (eau minérale, eau gazeuse)
- Brisa Spa (eau minérale parfumée)
- Malta Leona (boisson énergétique)
- Malta Leona Cool (boisson maltée)
- Pony Malta (boisson maltée énergétique)

## Participations
En 1994, Bavaria Business Group rachète 51% du capital de la société colombienne SOFASA-Renault qu'elle revendra en 2008.